# Nordbyen
Nordbyen es una localidad situada en el municipio de Guldborgsund, en la región de Selandia (Dinamarca), con una población en 2012 de unos 1661 habitantes.
Se encuentra ubicada junto al estrecho de Guldborgsund que separa las islas de Lolland y Falster, junto a la costa del mar Báltico.